# Schweinfurter Industriegeschichte
Die Schweinfurter Industriegeschichte blickt heute auf über 240 Jahre zurück. Sie begann 1780 und hat ihre Wurzeln in der protestantischen Reichsstadt Schweinfurt, einem Zentrum des Humanismus und der Aufklärung, im scharfen Kontrast der umgebenden Hochstifte Würzburg und Bamberg, mit Hexenverbrennungen bis ins 18. Jahrhundert.
Alle Branchen, mit Ausnahme der Schwerindustrie, waren oder sind in der Stadt vertreten, über Farben, Chemie, Elektro, Filme, Schuhe, Textil, Lebensmittel, Genussmittel, Gesundheit und natürlich Metallverarbeitung. Textil- und Elektroindustrie gab bzw. gibt es nur im kleinen Maße, wodurch die Stadt von Deindustrialisierung verschont blieb, im Gegensatz zu den einstigen fränkischen Industriezentren Nürnberg, Fürth, Aschaffenburg und Hof. Eine durchgehende industrielle Geschichte, ohne größere Einschnitte von der Gründerzeit bis heute, besitzen in Bayern neben Schweinfurt nur noch München und Augsburg.
Der Aufbau der Schweinfurter Großindustrie wurde einerseits von genialen Leuten, wie Ernst Sachs geprägt, einem Protagonisten der Globalisierung und andererseits vom Kapitalismus in Reinkultur, mit der Bildung eines Kartells und feindlichen Übernahmen, befeuert von zwei Weltkriegen. Die Stadt wurde zum europäischen Zentrum der Wälzlagerindustrie und gilt bis heute als Welthauptstadt der Kugellager. Die  großen Drei  FAG Kugelfischer, Fichtel & Sachs und SKF zählten in den 1960er Jahren zu den 100 größten Industrieunternehmen Deutschlands.
Neben den Chancen traten auch die Krisen durch die Globalisierung in Schweinfurt eher als anderswo in Deutschland auf. Bereits Anfang der 1970er Jahre wollten japanische Firmen, mit dem einzigen weiteren weltweit relevanten Wälzlagerzentrum um Kobe, den Schweinfurter Standort durch Dumpingpreise ausschalten. Das führte zu einer schweren Krise. Auch die große Globalisierungswelle traf die Stadt bereits 1992, ein Jahr eher und härter als das übrige Deutschland. Als die Arbeitslosigkeit die ganze Republik 1994 voll erfasst hatte, wurden in Schweinfurt bereits wieder im größeren Umfang Fachkräfte gesucht. Die Stadt wurde zum Indikator, in dem neue Entwicklungen eher als anderswo auftraten und wurde schließlich Anfang des 21. Jahrhunderts, infolge des industriellen Niedergangs Nürnbergs, zum wichtigsten großindustriellen Zentrum Nordbayerns.

## Überblick der Erfindungen

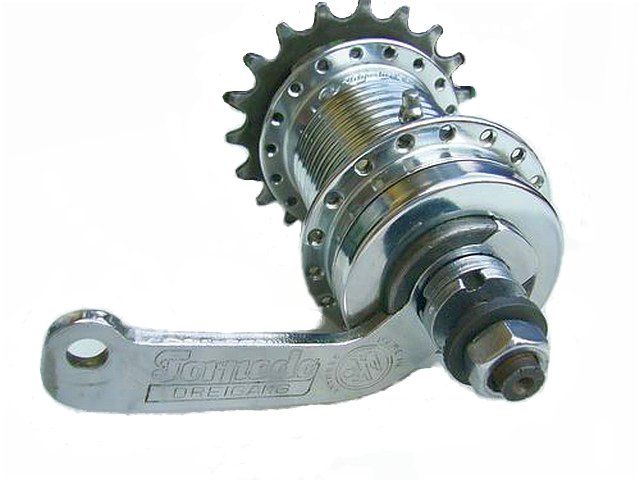
Torpedo-Freilaufnabe,
nach Jahrzehnten kaum verändert

- 1853: Tretkurbel-Fahrrad von Philipp Moritz Fischer.[5]
- 1883: Kugelschleifmaschine von Friedrich Fischer.[6]
- 1889: Fahrradfreilauf von Ernst Sachs.[7]
- 1903: Rücktrittbremse von Ernst Sachs.[7]
- 1920: Moderner Fußball mit Rückschlagventil von Fritz Stöcklein.[8]
- 1986: Mikro-Blockheizkraftwerk von Fichtel & Sachs.[9]

Die Erfindung des Tretkurbelfahrrads von P. M. Fischer war noch nicht der Anfang der großindustriellen Entwicklung Schweinfurts, sondern erst die Erfindung der Kugelschleifmaschine durch seinen Sohn Friedrich Fischer. Fahrradfreilauf und Rücktrittbremse wurden nach deren Erfindung schließlich in der Torpedo-Freilaufnabe (1903) von Fichtel & Sachs integriert. Die Nabenschaltung wurde von Fichtel & Sachs nicht erfunden, aber über Jahrzehnte weiterentwickelt.
Die modernen Inlineskates wurden ebenfalls nicht in Schweinfurt erfunden, aber 1978 von SKF in verbesserter Qualität (insbesondere Kugellager) auf den Markt gebracht (Speedy). Sie wurden nur in Schweinfurt populär, mit Inlineskates-Rennen, und gerieten wieder in Vergessenheit. Als dann Anfang der 1990er Jahre der Trend aus den USA kam, gingen in Deutschland wieder die ersten Impulse von SKF aus. Die verwendeten Rillenkugellager waren die gleichen wie bei Speedy geblieben.
1986 begann Fichtel & Sachs mit der Entwicklung von Prototypen für Mikro-Blockheizkraftwerke und startete 10-jährige Feldversuche. Aus Fichtel & Sachs ging das Unternehmen Senertec in Schweinfurt hervor, das 1996 mit der Produktion des Dachs begann, dem ersten serienreifen Mikro-Blockheizkraftwerk.

## Industriegeschichte

### 18. Jahrhundert

#### Farben und Lebensmittel (I)
1780 begann die Industrialisierung der Stadt, mit einer bis heute durchgängigen 240 jährigen Industriegeschichte, ohne Phasen der Deindustrialisierung, die allen anderen fränkischen Industriestädten widerfuhren.
Die chemische und Farbenindustrie machte den Anfang, mit der Errichtung der Wolf'schen Bleiweißmühle im Jahre 1770, die von Martin Schmidt 1780 zur Bleiweißfabrik ausgebaut wurde, mit einer angeschlossenen Fabrikation von Essig. 1788 nahm Johann Georg Gademann (1754–1813), der einer der ältesten Schweinfurter Familien entstammt, die Produktion von Bleiweiß auf und gründete die erste bayerische Fabrik für Mineralfarben, die Farbenfabrik Gademann & Co. Ab 1792 war sie im Vorort Niederwerrn ansässig. Spätestens 1833 war die Fabrik auf dem Börklein (auch: Gademannscher Hügel) in Schweinfurt, südlich des Mains, am Abzweig des Saumains, angesiedelt. Unter Carl Friedrich Gademann (1846–1910), dem Enkel von Johann Georg, hatte die Fabrik um 1900 ca. 120 Mitarbeiter.

### 19. Jahrhundert: Erste Hälfte

#### Lebensmittel (II)
Die weitere industrielle Entwicklung der Stadt ist eng mit dem Namen Wilhelm Sattler verbunden, dem seinerzeit reichsten und erfolgreichsten Unternehmer Bayerns, der dies auch mit sozialen Engagement verband. 1810 entwickelte er einen Sago-Ersatz, der in der Zeit der Kontinentalsperre nach Frankreich exportiert wurde. Um 1825 errichtete Sattler innerhalb der Stadtmauern, an Stelle der heutigen Heilig-Geist-Kirche, eine Zuckerfabrik.

#### Schweinfurter Grün
In der ersten Hälfte des 19. Jahrhunderts war Schweinfurt ein Zentrum der deutschen Farbenindustrie. Sattler produzierte und exportierte als erster industriell das (hochgiftige) Schweinfurter Grün, das u. a. auch Pariser Grün genannt wurde, in alle Erdteile. 1814 wurde die Produktion in den Vorort Schonungen verlegt. Mit dem Aufkommen der Anilin-Farben (BASF, Hoechst AG) verlor das Schweinfurter Grün jedoch ab 1860 an Bedeutung. Heute gibt es in dieser Branche noch einige mittelständische Betriebe.

### 19. Jahrhundert: Zweite Hälfte
Die Industrie ist sehr lebhaft. S. hat bedeutende Fabrikation von Farben (Schweinfurter Grün, Bleiweiß, Ultramarin), Fabriken für Herstellung von Schuhwaren, Malz, Maschinen, Leder, Zucker, Stärke, Nudeln, Margarinbutter, Schrot, Seife, Lichten, Likör, Tabak, Baumwollgarn, Mineralwasser, Korb- u. Faßwaren, Brauerei- u. Brennereiapparaten etc., ferner zwei große Kunstmühlen, Dampfsäge- und Lohmühlen, Glockengießerei, lithographische Anstalten, Porzellanmalerei, große Bierbrauereien, Ziegelbrennerei, Getreide-, Obst-, Wein- und Gemüsebau u. dgl. m. Der Handel, unterstützt durch eine Filiale der königlichen Bank in Nürnberg und eine Agentur der Bayrischen Notenbank, ist bedeutend in Materialwaren, Droguen, Wein, Spiritus, namentlich aber in Vieh.

#### Gelatine und Filme
Die Deutsche Gelatinefabrik (1872/1889–1944), im westlichen Randgebiet der heutigen Innenstadt, produzierte Gelatine als Lebensmittel. Später wurde die Herstellung von Emulsions-Gelatine für photochemische Zwecke aufgenommen und das Werk galt auf diesem Gebiet in den 1920er Jahren als größte Fabrik der Welt.
Die Gebäude wurden im Krieg zerstört und das Werk nicht wieder aufgebaut. In den 1960er Jahren wurde die Fabrikruine gesprengt, auf dem Areal entstanden große Wohnkomplexe und ein großer Neubau der Bundesagentur für Arbeit.

#### Aufstieg der Wälzlagerindustrie
1883 begann die großindustriellen Entwicklung der Stadt durch die Erfindung der Kugelschleifmaschine durch Friedrich Fischer nach heute noch angewandtem Prinzip. Mit ihr wurden bereits Genauigkeiten von 0,02 Millimetern erreicht. Der Apparat wurde von Wilhelm Höpflinger weiterentwickelt. Diese Idee gilt als historischer Start der Wälzlagerindustrie.
Doch Fischer beansprucht den Erfolg für sich allein, weshalb Höpflinger und Fischers stiller Teilhaber Engelbert Fries die Firma Friedrich Fischer verlassen und ihre eigenes Unternehmen Fries & Höpflinger gründen. Höpflinger baut Fischers Maschine nach und lässt das Patent 1890 schützen. Fischer klagt, darauf wird sein Patent anerkannt, aber Höpflinger erhält lizenzfreies Nutzungsrecht.

#### Entstehung der großen Drei
Unabhängig davon gründeten 5 Jahre später der Erfinder Ernst Sachs und der Kaufmann Karl Fichtel das Unternehmen Schweinfurter Präcisions-Kugellagerwerke Fichtel & Sachs. Dadurch entstanden die großen Drei: Kugelfischer (1890), Fries & Höpflinger (1890) und Fichtel & Sachs (1895), die Schweinfurt zum Zentrum der europäischen Wälzlagerindustrie machten und zudem zu einem weltbedeutenden Zentrum für Fahrrad-Komponenten (siehe: Überblick der Erfindungen).

### 20. Jahrhundert: Erste Hälfte

#### Erster Global Player
Ernst Sachs ließ als erster Global Player mit der Torpedo-Freilaufnabe 1903 erstmals weltweit eine Komponente patentieren, ohne die niemand mehr ein modernes Fahrrad bauen konnte.

#### Erster Weltkrieg
Einen weiteren Boom brachte der Erste Weltkrieg, als erster moderner Krieg und Materialschlacht der Geschichte.

#### Neuordnung der Wälzlagerindustrie
Die 1929 von Ernst Sachs und Georg Schäfer (II) gestaltete Neuordnung der deutschen Wälzlagerindustrie erwies sich für den Standort als Weichenstellung. Sachs verkaufte seine Wälzlagersparte (Fichtel & Sachs Werk 1 am Schillerplatz; Bild siehe Artikelanfang) an die schwedische SKF, die bereits seit 1925 eine aggressive Expansionsstrategie verfolgte. SKF erwarb auch die Fries & Höpflinger AG und zudem Werke in Berlin und Krefeld, die zu den Vereinigten Kugellagerfabriken AG (VKF, ab 1953 SKF GmbH) fusionierten, mit Hauptsitz in Schweinfurt. Im Aufsichtsrat saßen u. a. Ernst Sachs, Peter Klöckner, Fritz Thyssen und Günther Quandt. VKF beherrschte 80 % des deutschen Marktes. Einziger verbliebener deutscher Konkurrent war FAG Kugelfischer. SKF legte nun die Werke in Berlin und Krefeld sukzessive still. Die deutsche Wälzlagerindustrie wurde nun komplett aus Schweinfurt gesteuert, von zwei Zentralen, die nur 500 m auseinander lagen.

#### Depression und Aufschwung
| Mitarbeiter        | 1928  | 1932/33 | 1938/39 | 1944/45 |
| ------------------ | ----- | ------- | ------- | ------- |
| Fichtel & Sachs    | 6.800 | 2.300   | 6.700   | 7.100   |
| Fries & Höpflinger | 1.900 | -       | -       | -       |
| FAG Kugelfischer   | 2.200 | 2.800   | 8.000   | 11.700  |
| VKF (SKF)          | -     | 2.000   | 6.000   | 8.000   |

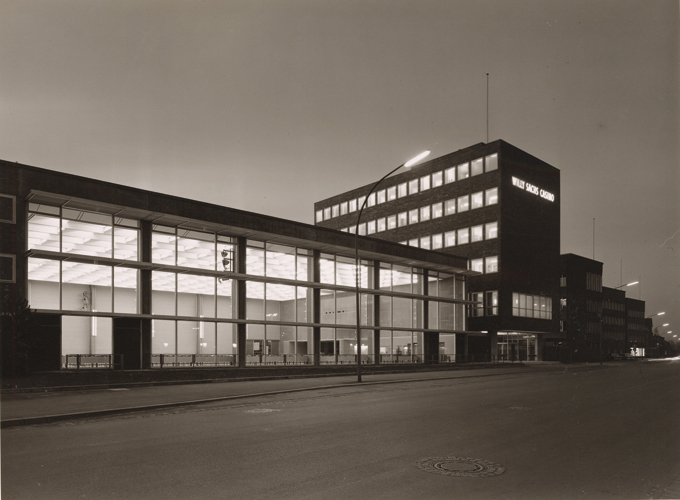
Ernst-Sachs-Straße 1959, rechts Hauptverwaltung Fichtel & Sachs AG von Paul Bonatz (1931–1934)

Auf die Depression folgte ab 1934 ein von Arbeitsbeschaffungsprogrammen und Kriegsrüstung getragener Wirtschaftsaufschwung. Zudem nahm Fichtel & Sachs die Produktion von Kleinmotoren, Kupplungen und Stoßdämpfern auf, die Ernst Sachs mit dem Verkaufserlös der Wälzlagersparte an SKF finanzierte. Damit konnten bereits innerhalb der Stadt wichtige Bereiche der Automobilzulieferer-Industrie abgedeckt werden. Zahlreiche Autoteile verließen bis in die Nachkriegsjahrzehnte von der Fertigung über den Großhandel bis zum Einbau in der Kfz-Werkstatt nicht die Stadtgrenzen.
Auch für die städtebauliche Ordnung wirkte sich die Konzentration auf Die großen Drei positiv aus. War noch bis um 1900 die Innenstadt, wie in vielen anderen deutschen Städten, von Fabriken und Schornsteinen in nahezu allen Richtungen umgeben, konzentrierte sich jetzt die Industrie auf den Südwesten um den Hauptbahnhof und lag nun größtenteils auf Oberndorfer Gemarkung.

Industriegebiet vor 1945 in den Gemarkungen Oberndorf und Schweinfurt
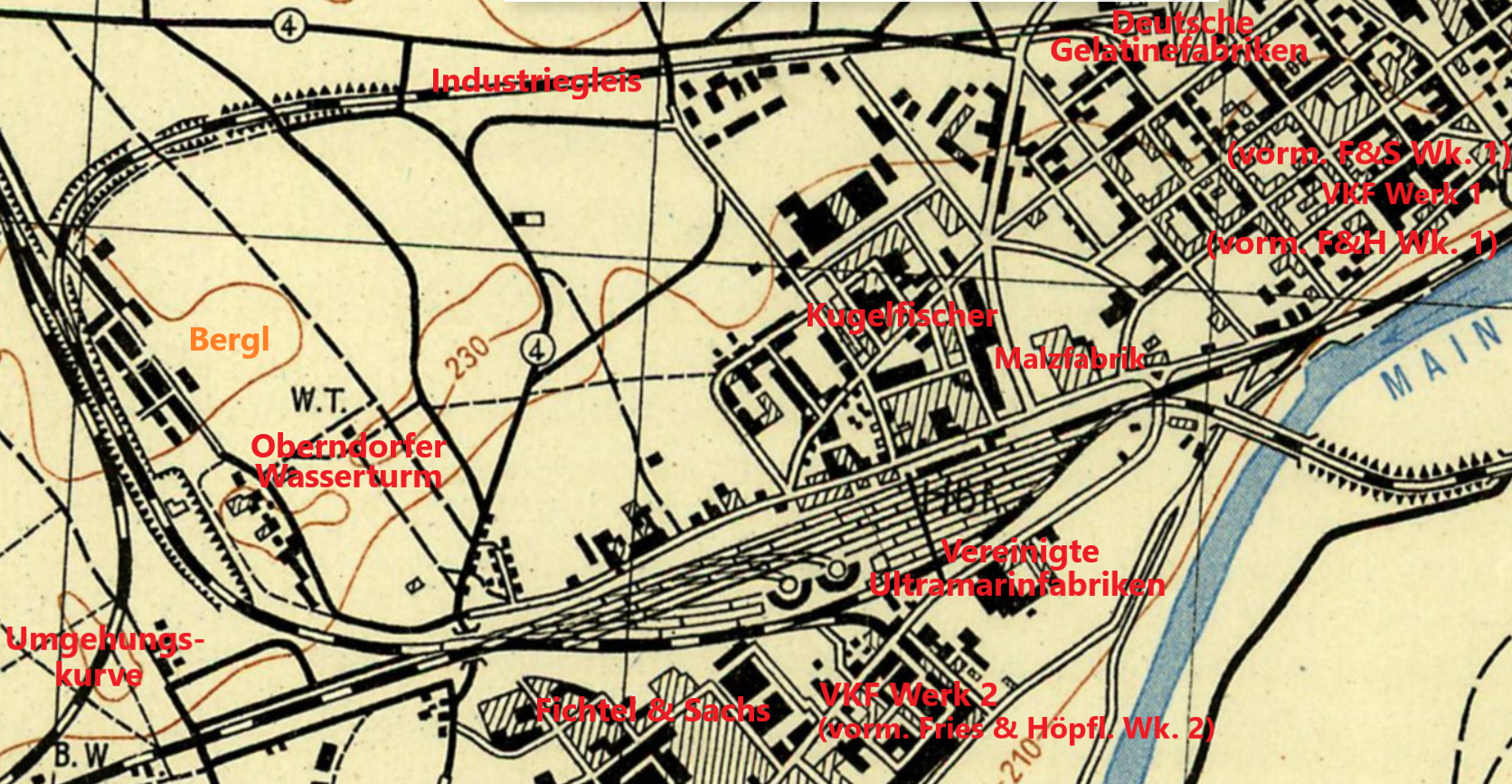
Die Gemarkung Oberndorf überdeckt die weitaus größte Fläche des Stadtplan-Ausschnitts, nur der obere, rechte Bereich gehört zur Gemarkung Schweinfurt. Der Altort Oberndorf liegt 500 m südsüdöstlich des Gleisdreiecks der unteren, linken Ecke. Zu beiden Werken von Fries & Höpflinger sind keine offiziellen Bezeichnungen bekannt (hier Wk. 1 und 2)

#### Zweiter Weltkrieg

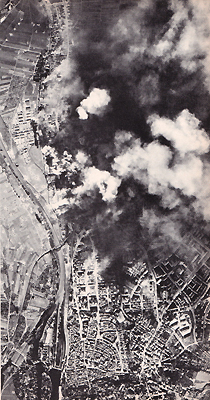
Amerikanischer Luftangriff auf das Industriegebiet 1943

Im Zweiten Weltkrieg wurde die Stadt durch die Konzentration der kriegswichtigen Wälzlagerproduktion wiederholt das Ziel alliierter Bomberangriffe. Über 60 % der Gesamtproduktion des Deutschen Reiches dieser Schlüsselindustrie befand sich in Schweinfurt. Unter großen Anstrengungen wurde die Produktion aufrechterhalten, mit teilweise bunkerartig gegen Bomben geschützten Fabriken. Teile der Produktion wurden an andere Standorte, unter anderem nach Eltmann, Ebern und Elfershausen verlegt. 1942 begann die Organisation Todt unter der Tarnbezeichnung Baubetrieb Neustadt den Gipsstollen Neckarzimmern für die Wälzlagerproduktion der VKF (seit 1953 SKF) massiv zu erweitern. 1944 wurden große Produktionsstätten mit Verwaltungs- und Stammpersonal des Hauptwerkes in Schweinfurt und des Werkes Bad Cannstatt hierhin verlegt. Für den Stollenvortrieb und als Produktionshelfer wurden Zwangsarbeiter aus dem in unmittelbarer Nachbarschaft gelegenen KZ Neckarelz eingesetzt. Nach dem Krieg veranlassten die Amerikaner den Rücktransport der Maschinen nach Schweinfurt und in das (2001 geschlossene) Zweigwerk Bad Cannstatt. Die Zahl der Zwangsarbeiter erreichte Ende 1943 mit 4400 ihren Höchststand, Kriegsgefangene wurden insgesamt 4500 eingesetzt.

### 20. Jahrhundert: Zweite Hälfte

#### Wirtschaftswunder
Um 1965 erreichte die Schweinfurter Großindustrie mit über 30.000 Mitarbeitern ihren historischen Höchststand. Die großen Drei FAG Kugelfischer, Fichtel & Sachs und SKF zählten in dieser Zeit zu den 100  größten Industrieunternehmen Deutschlands.

#### Globalisierung und Strukturwandel
Bereits zu Beginn der 1970er Jahre ging die Zahl der Beschäftigten, in einem deutschen Ausnahmefall, durch japanische Dumpingpreise stark zurück (siehe: Artikeleinleitung). Nach einer Konsolidierung in den 1980er Jahren gab es 1992/93 die stärksten Einbußen, mit 13.000 Arbeitsplätzen und die Stadt geriet in die deutschen Schlagzeilen.
Seit den 1990er Jahren vollzog sich in der örtlichen Wälzlagerindustrie ein Strukturwandel, weg von billiger Massenproduktion, hin zur Spezialisierung und aufwendigerer Forschung (siehe: Schweinfurt, Phönix aus der Asche).

### 21. Jahrhundert

#### Feindliche Übernahme von FAG durch Schaeffler

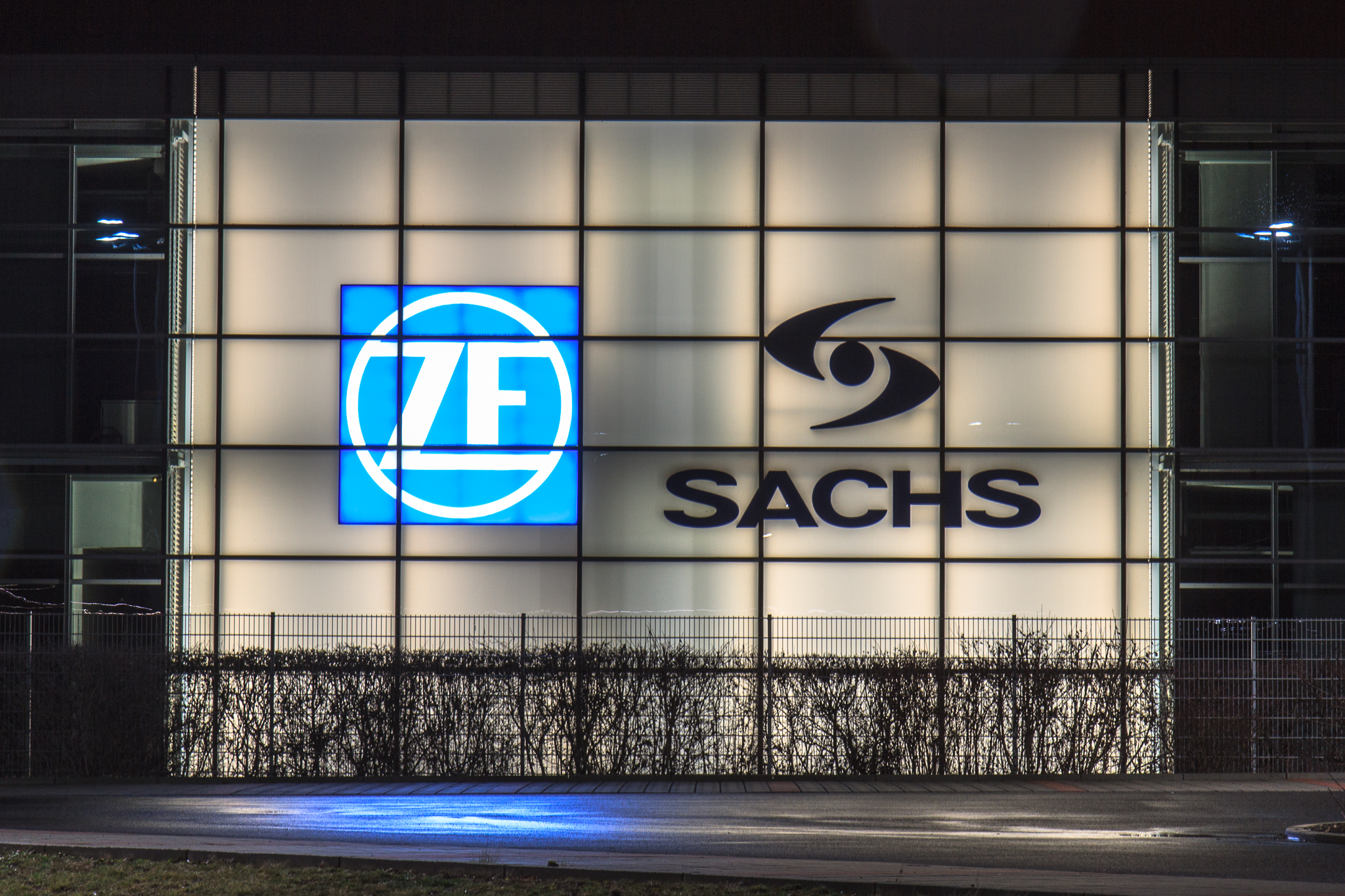
ZF Sachs, Firmenname 2001–2011, vor Verschmelzung beider Konzerne

2001 gab es die dritte feindliche Übernahme der deutschen Nachkriegsgeschichte. Das DAX-Unternehmen FAG Kugelfischer wurde von der bis dahin unbekannten und erst seit 1946 bestehenden INA-Schaeffler aus Herzogenaurach übernommen und 2006 in den Schaeffler-Konzern integriert. Die Marke FAG blieb erhalten. INA und FAG wurden zusammen zum zweitgrößten Wälzlagerkonzern der Welt, nach SKF. Schweinfurt wurde Sitz der Schaeffler Technologies GmbH & Co. KG. Damit befanden sich die jeweils größten Werke der beiden größten Wälzlagerkonzerne der Welt in Schweinfurt, aber die Konzernzentralen lagen jetzt beide außerhalb der Stadt, in Göteborg und Herzogenaurach.
Die Fichtel & Sachs AG wurde ab 1987 von Gunter Sachs und Angehörigen der Familie Sachs an Mannesmann verkauft. In Folge der Mannesmann-Übernahme durch Vodafone ging das Unternehmen im Jahre 2000 an ein Unternehmenskonsortium um Bosch und Siemens. 2001 wurde Sachs an ZF Friedrichshafen verkauft, in ZF-Sachs umbenannt und 2011 mit ZF Friedrichshafen verschmolzen. Der Firmenname Sachs verschwand, die Marke Sachs wird weitergeführt.

#### IBM bei FAG

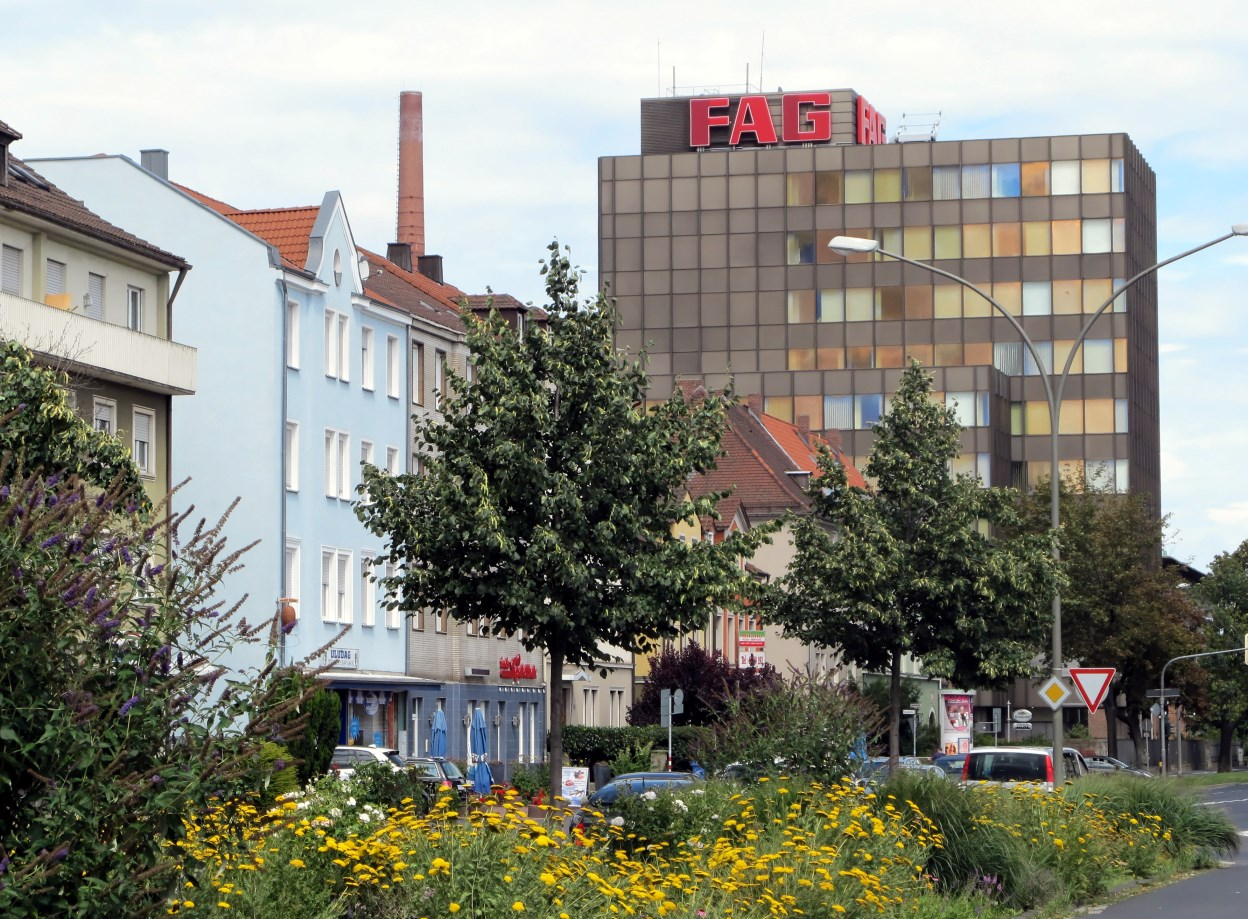
FAG Hochhaus: 1993–2005 Domizil von IBM

Die Informationssysteme Beratungs- und Betriebsgesellschaft mbH (IBB) ging 1993 aus einem Outsourcing-Projekt der IBM mit FAG Kugelfischer hervor. 250 IT-Mitarbeiter wechselten den Arbeitgeber. Die IBB wurde 2003 in IBM Business Services GmbH umbenannt. Sie beschäftigte damals 1100 Mitarbeiter an fünf Standorten in Deutschland, mit Hauptsitz in Schweinfurt. 2005 wurden die Standorte in Schweinfurt und Hannover geschlossen und die Arbeitsplätze in Billiglohnländer verlegt.

#### Neuer Boom und weitere Branchen

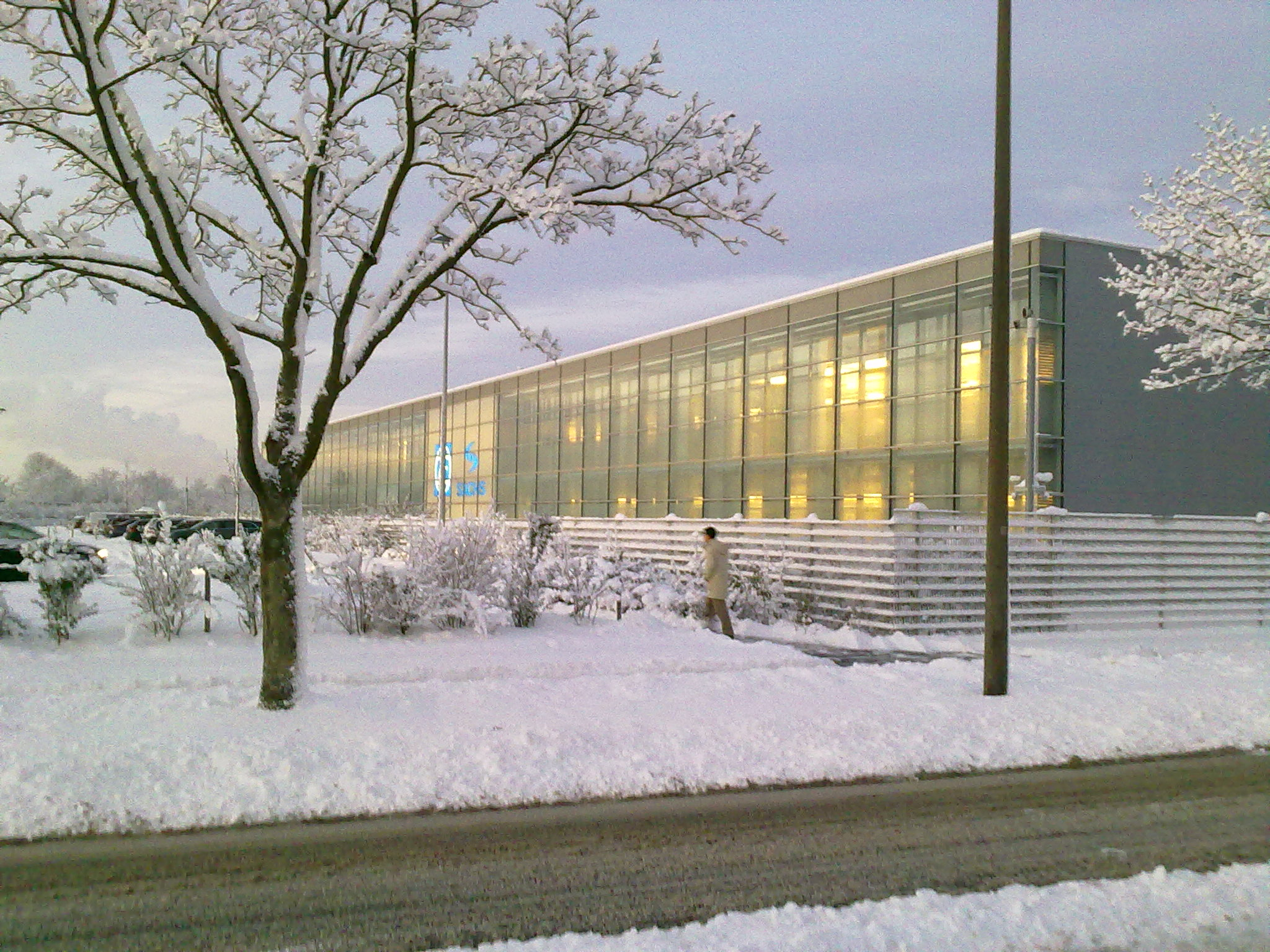
ZF Entwicklungszentrum von 2002

In den folgenden Jahren gewannen die bereits seit 1909 hier ansässige Deutsche Star, die heutige Bosch Rexroth, an Bedeutung. Mit dem Aufbau eines großen Werks für Lineartechnik im Hafen-West, mit schließlich 2.200 Beschäftigten (2008). Zur gleichen Zeit baute die SKF Linearsysteme GmbH ein Werk im neuen Industrie- und Gewerbepark Maintal auf. Somit wurde die Stadt neben Wälzlagern nun auch zu einem Zentrum für lineare Bewegungstechnik.
1979 erwarb Fresenius Medical Care ein kleines medizintechnisches Werk im Industriegebiet Hafen-West. Es wuchs im Laufe der Zeit zum zweitgrößten deutschen Werk des DAX-Konzerns und zum weltweit größten Produzenten von Dialysegeräten, mit 1.100 Mitarbeitern (2008).
Nach dem Höchststand in der Wirtschaftswunder-Zeit mit 30.000 Arbeitnehmern in der örtlichen Großindustrie und einem Tiefstand von 15.000 im Jahr 1993 waren um 2015 wieder 22.000 Personen beschäftigt. Die Industrie konzentrierte sich seitdem nicht mehr allein auf die großen Drei, sondern wurde breiter aufgestellt.

#### Energiewende und digitale Fabrik
Die Energiewende, mit Großlagern für Windkraftanlagen, brachte der örtlichen Wälzlagerindustrie ein weiteres, neues Geschäftsfeld. SKF eröffnete 2017 das leistungsfähigste Großlager-Prüfzentrum der Welt.
Im Schweinfurter Werk von Schaeffler, dem Sitz der Sparte Industrie und Zentrum der Mechatronik, wurden der Prozess Industrie 4.0 und zudem eine digitale Lernfabrik angesiedelt. (siehe auch: i-Campus Schweinfurt, i-factory).

#### Forschung und Entwicklung
Schließlich vollzog sich zunehmend ein Wandel, weg von der klassischen Arbeiterstadt, hin zu einem Zentrum für Forschung und Entwicklung, mit immer höherem Bedarf an Ingenieuren. Nach dem Arbeitskräftemangel der 1960er Jahre, den die örtliche Großindustrie mit Tausenden von Gastarbeitern begegnete und der Arbeitslosigkeit in den 1970er und 1990er Jahren wurde nun der Fachkräftemangel zum vorherrschenden Problem. Deshalb startete 2014 der internationale Hochschulcampus i-Campus Schweinfurt.
Siehe auch: Schweinfurt, Wirtschaft

## Industriearchitektur und Stadtbild
Das Schweinfurter Stadtbild wird noch heute von seiner Industrie geprägt. Viele Baulichkeiten entstanden während einer der Industrialisierungswellen, die die Stadt seit dem 18. Jahrhundert erlebte oder wurden zumindest von diesen Entwicklungen berührt. Früh war den Schweinfurtern ihre besondere Skyline bewusst, sodass man, als die 1783 errichtete Farbmühle Gademann im Jahr 1921 brannte, um das „Wahrzeichen unserer Stadt, das sich dem Landschaftsbilde der prächtigen Flußpartie glücklich einfügte“, trauerte.
Die Farbmühle wurde im Stil des Vorgängers neu errichtet und prägt mit ihrem Mansardwalmdach als sogenanntes „Grünes Haus“ noch heute das Mainufer. In der ersten Hälfte des 19. Jahrhunderts wurde die Industrialisierung entlang des Schweinfurter Mainabschnitts weiter vorangetrieben. Mit dem ersten modernen Technikgebäude, einer amerikanischen Kunstmühle, einer Loh-, Walk- und Schleifmühle und einer fünf Stockwerke hohen Spinnmühle entstand zwischen 1841 und 1846 das sogenannte „Main-Etablissement“. Das Ensemble besteht noch heute, wurde allerdings nach einem Brand 1911 rekonstruiert und wird nicht mehr industriell genutzt.
Der stetige Fortschritt in den industriellen Prozessen führte in der zweiten Hälfte des 19. Jahrhunderts zur wohl bis heute umfassendsten Änderung des Schweinfurter Stadtbildes. Das sogenannte „Spitalquartier“ um die heutige Heilig-Geist-Kirche verlor seine mittelalterliche Kleingliedrigkeit und machte stattdessen einem fast großstädtischen Areal Platz. Grund hierfür waren die großen Werksanlagen von Fichtel & Sachs (1895) südlich und Kugelfischer (1896) im Norden der Bahnlinie.
Eher indirekt wurde das Stadtbild von den Privathäusern der Firmengründer verändert. Christian Friedrich Gademann ließ sich 1896 in der Bergstraße ein schlossartiges Gebäude im Stil des Historismus errichten. Die Villa von Architekt Bruno Specht lehnte sich mit ihren Ziergiebeln und dem Turm eng an das historische Rathaus der Stadt an und bildete den Startschuss für den Bau weiterer Villen. So ließ sich Carl Christian Giegler 1893/1894 eine Kleinvilla in der Deutschhöferstraße erbauen. Weitere Schweinfurter Industrielle folgten.
Besonders geprägt wird Schweinfurt noch heute vom Maschinen- und Kesselhaus der Firma Fichtel & Sachs. Der Bau wurde 1924 in der Ernst-Sachs-Straße 62 errichtet und veränderte mit seinem 83,3 m hohen Kamin schlagartig das Stadtbild. Der Turm, eine Sonderform mit dem Wasserhochbehälter in 32 m Höhe, kann noch heute als Wahrzeichen gelten, wenn seine Höhe auch reduziert wurde. In den 1920er, 1930er und 1940er Jahren waren die Schweinfurter Werksanlagen vor allem vom Ziegel als Werkstoff geprägt.
Die finanzielle Potenz der Schweinfurter Industrieelite zog in der Weimarer Republik auch vermehrt namhafte Architekten an den Main. So war Roderich Fick für den Stifter Ernst Sachs tätig und schuf das Ernst-Sachs-Bad, als sinnfälligstes Beispiel des Mäzenatentums der Großindustriellen. Ab 1933 arbeitete Paul Bonatz in Schweinfurt am ersten Bauabschnitt des Verwaltungsbaus von Fichtel & Sachs. Der Bau in der Ernst-Sachs-Straße 62 war „zweckmäßig, einfach und gediegen“ und prägt mit seinen vier Geschossen in Formen der klassischen Moderne noch heute das Areal (er wurde Ende der 1960er Jahre um ein Geschoss aufgestockt). Nun zogen auch die anderen großen Industrieunternehmen nach. Kugelfischer ließ sich 1935 einen fünfstöckigen Hochbau errichten, 1939 entstand außerdem die Halle F durch den Architekten Emil Rudolf Mewes.
Der Zweite Weltkrieg zerstörte dann viele der ikonischen Industriebaulichkeiten, oder beschädigte sie stark. 1945 waren 70 % aller Anlagen der SKF zerstört. Allerdings gelang es in der Nachkriegszeit schnell alles wieder instand zu setzen. Nach der Konsolidierung im Wirtschaftswunder gelang es der SKF in den Jahren 1960 und 1962 einen weiteren stadtbildprägenden Bau zu errichten. Nach den Plänen von August Kubitza entstand das Verwaltungshochhaus mit einer Höhe von 55 m. Es war nach seiner Errichtung das höchste Bürogebäude Unterfrankens und prägt heute noch die Schweinfurter Skyline.
Am Ende des 20. Jahrhunderts realisierten die ansässigen Schweinfurter Unternehmen nur noch kleinere, architektonische Neuerungen. Die Firma Riedel Bau verpflichtete für einen Neubau im Schweinfurter Hafen 1996 den Architekten Wolfgang Schefbeck. Es entstand eine moderne Stahlbeton-Skelettkonstruktion mit vielen Glasergänzungen. Zwischen 2013 und 2015 ließ die Firma Georg Lesch Rohstoffhandel, ebenfalls im Hafen, ein neues Büro- und Betriebsgebäude errichten, das mit seinen rostroten COR-TEN-Stahlplatten an die Produkte der Firma erinnern soll. Im Jahr 2008 wurden weite Teile der brachliegenden Fabrikflächen durch den Stadtumbau West abgebrochen. Aufstellung fand lediglich ein Werktor von Fichtel & Sachs von 1905/1910, das einen Hinweis auf die industrielle Geschichte Schweinfurts gibt.

## Industriemuseen und -Denkmäler

### Museen
Seit langer Zeit ist der Aufbau eines großen Museums der Schweinfurter Industriegeschichte im Gespräch, in dem die unzähligen, derzeit an vielen Stellen befindlichen Exponate, gemeinsam gezeigt werden können.
Bisher geben ein größeres und ein kleineres Museum und ein Raum in einem weiteren Museum Einblicke in die Industriegeschichte. Das Kleine Industriemuseum befindet sich in der Altstadt, in der Spinnmühle an der Gutermann-Promenade am Main. Es ist von März bis November jeweils am zweiten und vierten Samstag eines Monats, von 14 bis 18 Uhr und zu Stadtfesten geöffnet.
Das Stadtgeschichtliche Museum in der Altstadt, mit dem ersten Tretkurbelfahrrad der Welt, ist derzeit (2018) wegen umfangreichen Umbaumaßnahmen geschlossen. Das ZF Sachs Museum in Oberndorf zeigt im großen Rahmen die Firmengeschichte von Fichtel & Sachs. Das Museum befindet sich innerhalb des Stammwerkes (heute ZF Werk-Nord). Eintritt und Führungen nur nach Anmeldung.

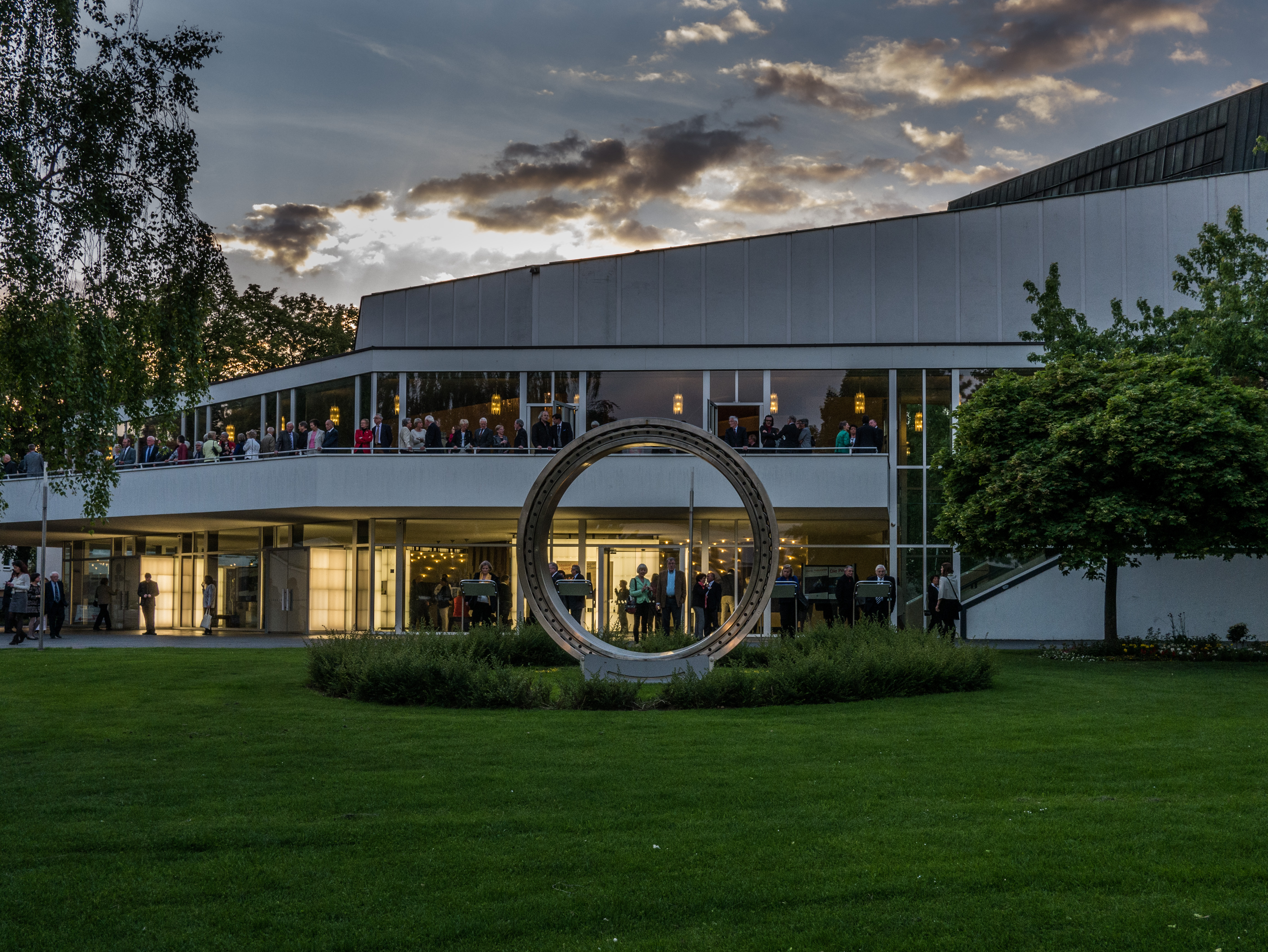
Duplikat des Great Beijing Wheel-Lagers von FAG Kugelfischer (2012)

### Denkmäler
In der Stadt zeugen, insbesondere an den Mainpromenaden, zahlreiche Denkmäler von der langen Industriegeschichte. Am Stadttheater steht ein Duplikat des Naben-Lagers von FAG Kugelfischer für das größte, 208 m hohe Riesenrad der Welt (siehe: FAG Kugelfischer, Peking Wheel).